# Adevărul
Adevărul (La Verità) è un quotidiano romeno. Erede del giornale comunista Scînteia, messo fuorilegge all'indomani della rivoluzione del 1989, con una tiratura di oltre 100 000 copie giornaliere è il periodico a maggior diffusione in Romania. Dal 6 dicembre 2010 il quotidiano "Adevărul" è stato lanciato anche nella Repubblica Moldava.

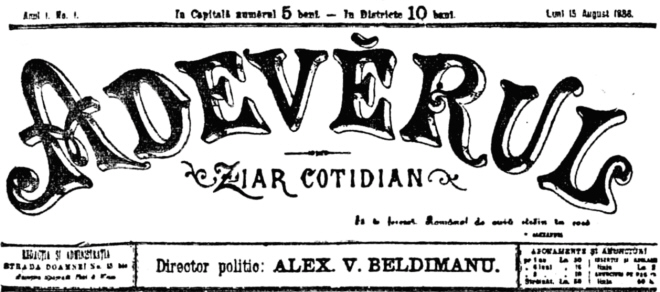
Primo numero di Adevărul